# Arena do Futuro

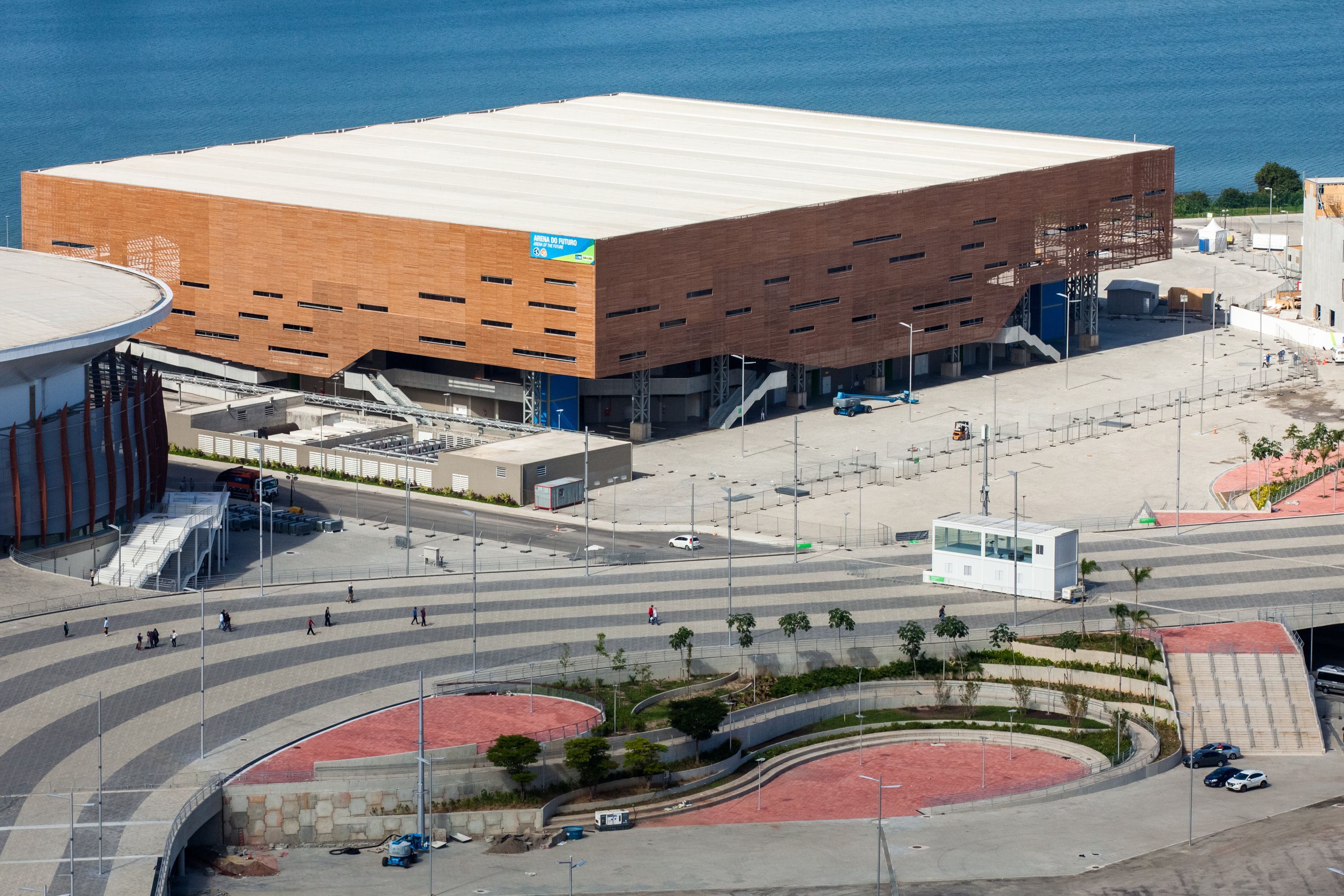
Arena do Futuro

Arena do Futuro je dočasná víceúčelová sportovní hala v brazilském městě Rio de Janeiro, v části Barra da Tijuca. Je součástí olympijského komplexu Parque Olímpico do Rio de Janeiro a byla otevřena v květnu 2016. Byla postavena u příležitosti pořádání Letních olympijských her 2016, její výstavba stála 140,1 milionů BRL a má kapacitu 12 000 míst k sezení. Aréna je jediným dějištěm určeným pro házenkářský turnaj LOH 2016 a také pro goalballový turnaj Paralympijských her 2016. Po paralympiádě 2016 bude demontována a z jejího materiálu budou postaveny 4 veřejné školy.

## Galerie

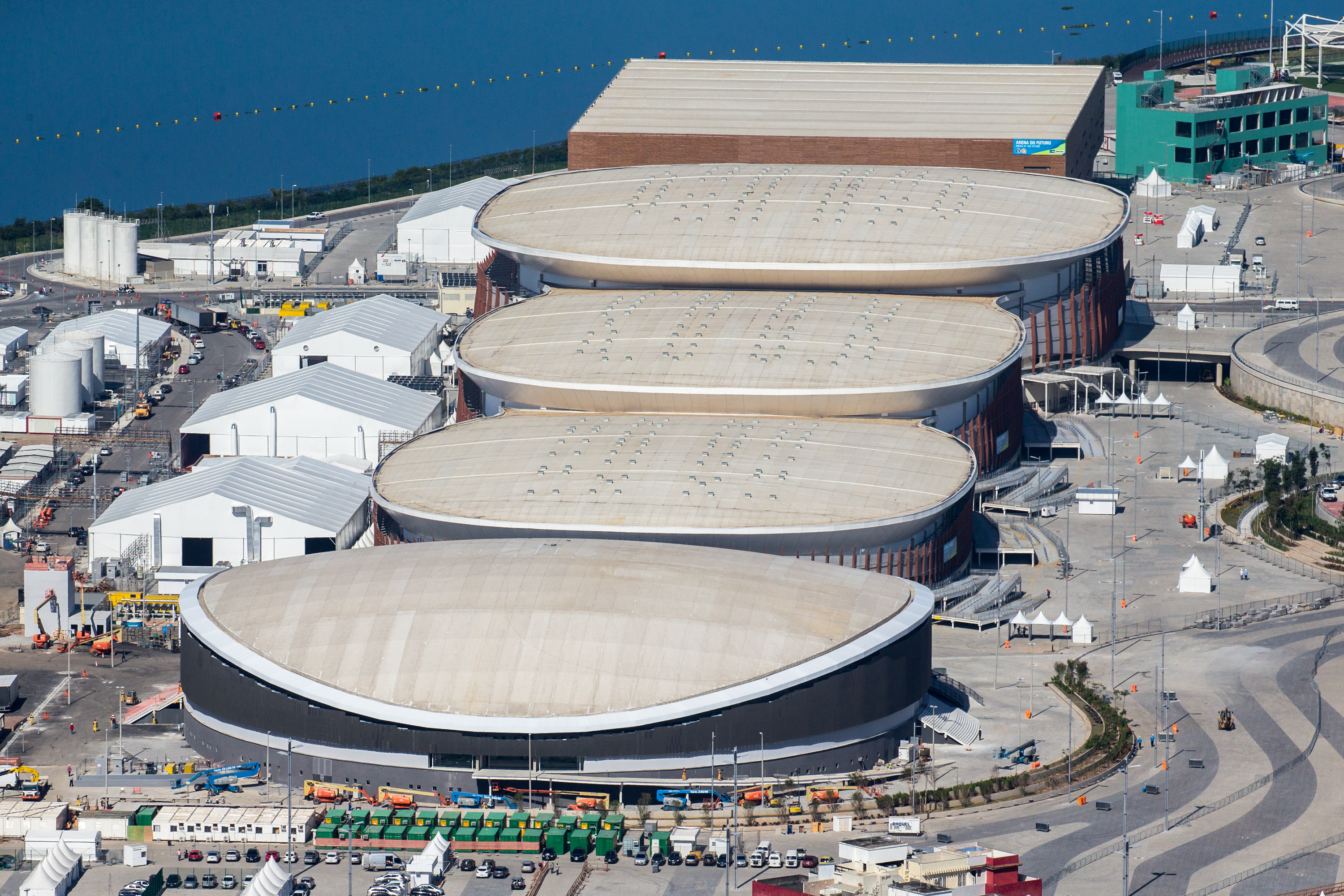
Arena do Futuro vzadu za 3 arénami Cariocas
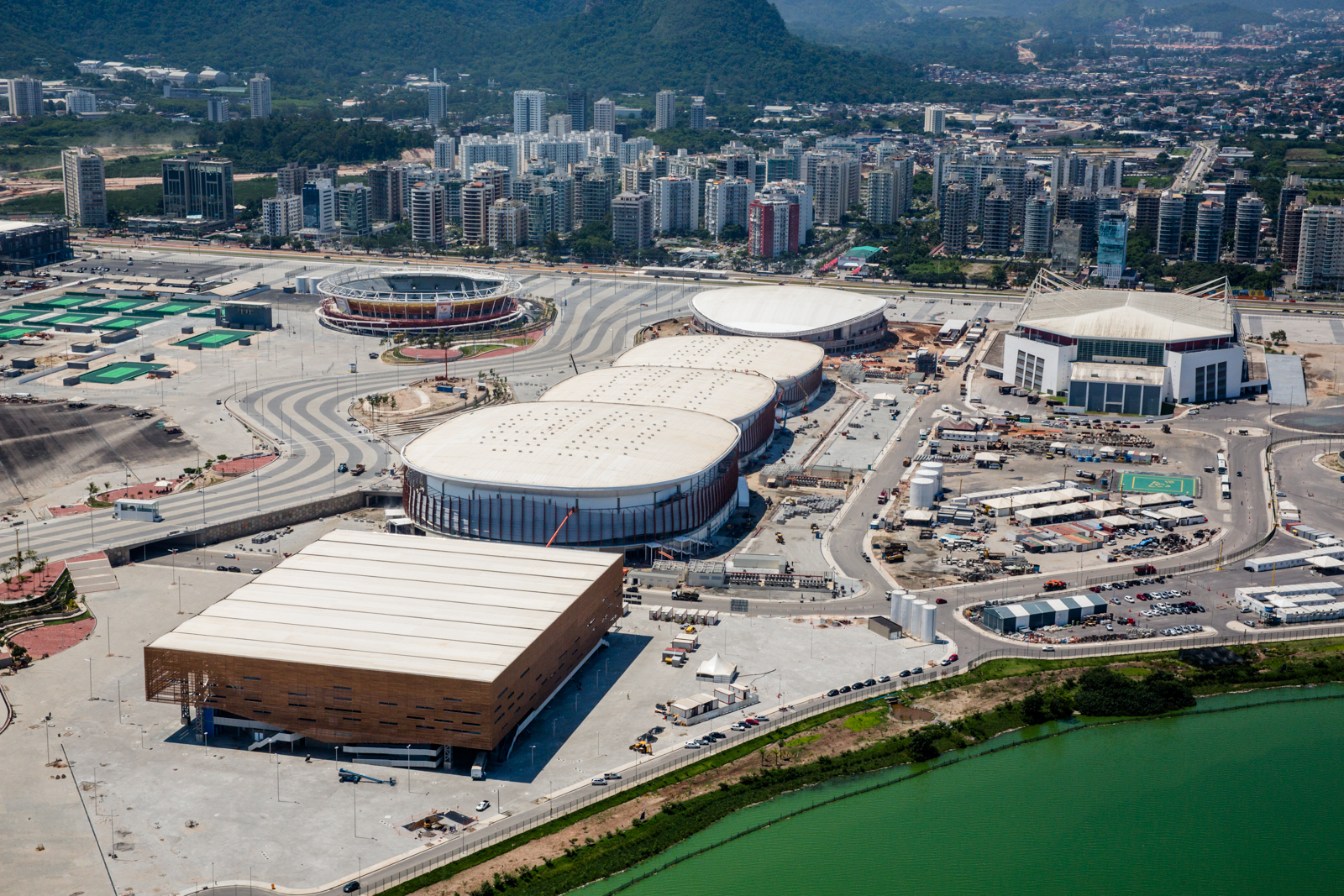
Poloha arény v rámci olympijského parku
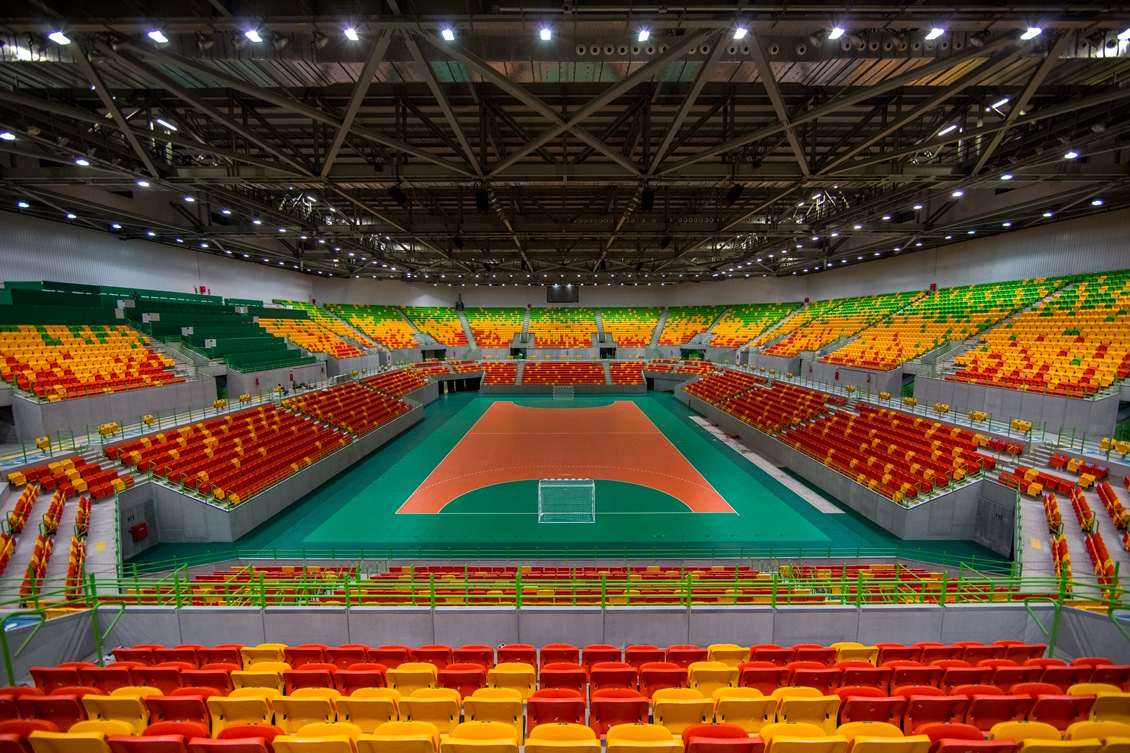
Interiér arény